# Julbernardia pellegriniana
Julbernardia pellegriniana är en ärtväxtart som beskrevs av Georges M.D.J. Troupin. Julbernardia pellegriniana ingår i släktet Julbernardia och familjen ärtväxter. Inga underarter finns listade i Catalogue of Life.